# Калиново (Зеленоградський район)
Калиново (рос. Калиново) — селище Зеленоградського району, Калінінградської області Росії. Входить до складу Ковровського сільського поселення.
Населення — 5 осіб (2015 рік).

## Населення
| 2002 | 2010 |
| ---- | ---- |
| 10   | ↘5   |